# لاري أشيك
لاري أشيك (بالإنجليزية: Larry Achike) مواليد 31 يناير 1975، هو لاعب قفز ثلاثي بريطاني. مثل بلاده في الأولمبياد. فاز بالذهبية في بطولة العالم للناشئين لألعاب القوى ودورة ألعاب الكومنولث.

## سجل المنافسة
| العام                          | المسابقة                                | المكان                         | المركز                         | حدث                            | ملاحظة                         |
| يمثل المملكة المتحدة و إنجلترا | يمثل المملكة المتحدة و إنجلترا          | يمثل المملكة المتحدة و إنجلترا | يمثل المملكة المتحدة و إنجلترا | يمثل المملكة المتحدة و إنجلترا | يمثل المملكة المتحدة و إنجلترا |
| ------------------------------ | --------------------------------------- | ------------------------------ | ------------------------------ | ------------------------------ | ------------------------------ |
| 1992                           | بطولة العالم للناشئين لألعاب القوى 1992 | سول، كوريا الجنوبية            | 11                             | القفز الثلاثي                  | 15.33 م                        |
| 1994                           | بطولة العالم للناشئين لألعاب القوى 1994 | لشبونة                         | 1                              | القفز الثلاثي                  | 16.67 م                        |
| 1998                           | بطولة أوروبا لألعاب القوى 1998          | بودابست                        | 21                             | القفز الثلاثي                  | 16.13 م                        |
| 1998                           | دورة ألعاب الكومنولث 1998               | بودابست                        | 1                              | القفز الثلاثي                  | 17.10 م                        |
| 2000                           | الألعاب الأولمبية الصيفية 2000          | سيدني                          | 5                              | القفز الثلاثي                  | 17.29 م                        |
| 2001                           | ألعاب النوايا الحسنة 2001               | بريزبان                        | 5                              | القفز الثلاثي                  | 16.36 م                        |
| 2006                           | بطولة أوروبا لألعاب القوى 2006          | غوتنبرغ                        | 14                             | القفز الثلاثي                  | 16.68 م                        |
| 2008                           | الألعاب الأولمبية الصيفية 2008          | بكين                           | 7                              | القفز الثلاثي                  | 17.17 م                        |

## روابط خارجية
- لاري أشيك على موقع الاتحاد الدولي لألعاب القوى (الإنجليزية)
- لاري أشيك على موقع الدوري الماسي (الإنجليزية)
- لاري أشيك على موقع أوليمبيديا (الإنجليزية)
- لاري أشيك على موقع اللجنة الأولمبية البريطانية (الإنجليزية)
- لاري أشيك على موقع اتحاد ألعاب الكومنولث (مؤرشف) (الإنجليزية)
- لاري أشيك على موقع اتحاد ألعاب الكومنولث (مؤرشف) (الإنجليزية)